# Miss Baker
Miss Baker è un album del 1987 della Premiata Forneria Marconi, suonato dalla formazione "base" dell'epoca (Di Cioccio-Djivas-Mussida-Fabbri-Calloni).
Passato assolutamente in sordina, chiude comunque degnamente la prima fase della Premiata, presentando accenni di "fusion" in molte tracce, anche dovuti alla collaborazione di Vittorio Cosma alle tastiere (che arrangia sensibilmente gran parte dell'album) e di Demo Morselli ai fiati.

## Tracce
1. Prima che venga la sera – 4:15
2. Un amore vero – 5:32
3. Finta lettera di addio di una rockstar per farsi propaganda – 6:21
4. Josephine Baker – 6:50
5. Tempo tempo – 4:55
6. La chanson d'un aviateur – 4:07
7. Colazione a Disneyland – 4:11

Durata totale: 36:11

## Formazione
- Walter Calloni - batteria
- Franz Di Cioccio - voce
- Lucio Fabbri - tastiere, violino
- Franco Mussida - chitarre
- Patrick Djivas - basso
- Vittorio Cosma - tastiere

Altri musicisti
- Demo Morselli - tromba
- Amedeo Bianchi - sax
- Feiez - sax
- Patricia Revelli - voce su La chanson d'un aviateur
- Candelo Cabezas - percussioni
- Betty Vittori - cori
- Aida Cooper - cori